# Pierluigi Orlandini
Pierluigi Orlandini (San Giovanni Bianco, 9 ottobre 1972) è un ex calciatore italiano.

## Carriera

### Giocatore

#### Club
Dopo aver mosso i primi passi come calciatore nelle giovanili dell'US San Giovanni Bianco, fu notato dagli osservatori dell'Atalanta e si trasferì nel vivaio della squadra bergamasca.
Esordì in Serie A nella stagione 1990-1991 (5 presenze) e dopo un'altra stagione all'Atalanta (9 presenze), venne ceduto in prestito al Lecce, in Serie B, dove totalizzò 29 gare e 3 reti nell'annata chiusa con la promozione dei giallorossi in Serie A. Tornato a Bergamo, nella stagione 1993-1994 segnò 5 gol in 23 presenze. L'anno successivo fu acquistato dall'Inter per 4,5 miliardi di lire.
In due stagioni a Milano totalizzò 30 presenze e 4 gol. Nel 1996-1997 giocò nel Verona, sempre in Serie A (30 gare e 6 gol), mentre nelle due stagioni successive giocò nel Parma (24 presenze senza reti).
Nel 1999-2000 tornò a Milano, sponda Milan; l'esperienza rossonera durò poco, così, dopo due presenze (e un gol contro il Venezia), nel gennaio 2000 si trasferì al Venezia, con cui disputò 10 partite (con un gol). Nel 2000-2001 giocò nel Brescia 4 gare, mentre l'anno dopo tornò alla squadra che l'aveva lanciato, l'Atalanta.
Nella stagione 2002-2003 militò nel Brindisi, in Serie C2, e nel 2003-2004 chiuse la carriera nel Nardò, in Serie D.

#### Nazionale
Ha militato nella nazionale italiana Under-18 e nella nazionale italiana Under-21, con cui il 20 aprile 1994 a Montpellier, nella finale del campionato europeo di categoria contro il Portogallo, dopo essere subentrato a Filippo Inzaghi, ha segnato, con un tiro da fuori area nei tempi supplementari, il golden goal che ha consegnato la coppa agli azzurrini allenati da Cesare Maldini.

### Allenatore
Dopo aver lasciato l'attività agonistica, nella stagione 2007-2008 assume la guida tecnica dei giovanissimi nazionali del Taranto, ruolo che lascia a stagione in corso.
Nella stagione 2010-2011 allena gli allievi regionali del Brindisi, mentre nel gennaio 2012 diventa l'allenatore degli allievi regionali del Pontisola. Nella stagione 2012-2013 allena la squadra juniores nazionale del Pontisola. Nell'agosto del 2013 diventa allenatore della squadra juniores nazionale del Brindisi, mentre nella stagione 2014-2015 allena gli allievi regionali del Brindisi.
Nella stagione 2015-2016 allena gli allievi della Virtus Francavilla. Dal 2015 al 2017 allena gli allievi regionali e poi gli allievi nazionali della Virtus Francavilla. Nella stagione 2018-2019 assume la guida tecnica del Grottaglie. Nel 2020 ha aperto due scuole calcio con sede centrale a Mesagne e diviene collaboratore del Monza.

## Palmarès

### Giocatore

#### Club

##### Competizioni nazionali
- Coppa Italia: 1

Parma: 1998-1999
- Coppa Italia Serie C: 1

Brindisi: 2002-2003

##### Competizioni internazionali
- Coppa UEFA: 1

Parma: 1998-1999

#### Nazionale
- Campionato d'Europa Under-21: 1

Francia 1994